# Dobroč
Dobroč és un poble i municipi d'Eslovàquia. Es troba a la regió de Banská Bystrica. La primera menció escrita de la vila es remunta al 1393.

## Demografia
| Godina             | 1994 | 2004   | 2014   | 2024   |
| ------------------ | ---- | ------ | ------ | ------ |
| Nombre de persones | 714  | 680    | 642    | 598    |
| Diferència         |      | −4,76% | −5,58% | −6,85% |

| Godina             | 2023 | 2024   |
| ------------------ | ---- | ------ |
| Nombre de persones | 596  | 598    |
| Diferència         |      | +0,33% |